# W (유닉스)
명령어 w는 유닉스 계열의  많은 운영체제들에서  컴퓨터에 로그인 한 모든 유저와 작업 목록을 제공한다. 예를 들면, 현재 로그인 한 유저가 하고 있는 일과 로그인 한 시간, 컴퓨터가 수행하는 모든 활동의 부하 정도 등. 이 명령어는 여러 유닉스 명령어들, who, uptime, ps의 결합된 형태이다.

## 출력 예
다음의 명령어 w의 출력 예제이다. 시스템마다 출력 형식이 조금씩 다르다.
```
$ w

 11:12am up 608 day(s), 19:56,  6 users,  load average: 0.36, 0.36, 0.37
User     tty       login@  idle  what
smithj   pts/5      8:52am       w
jonesm   pts/23    20Apr06    28 -bash
harry    pts/18     9:01am     9 pine
peterb   pts/19    21Apr06       emacs -nw html/index.html
janetmcq pts/8     10:12am 3days -csh
singh    pts/12    16Apr06  5:29 /usr/bin/perl -w perl/test/program.pl

```